# Johannes Schröter (Drucker)

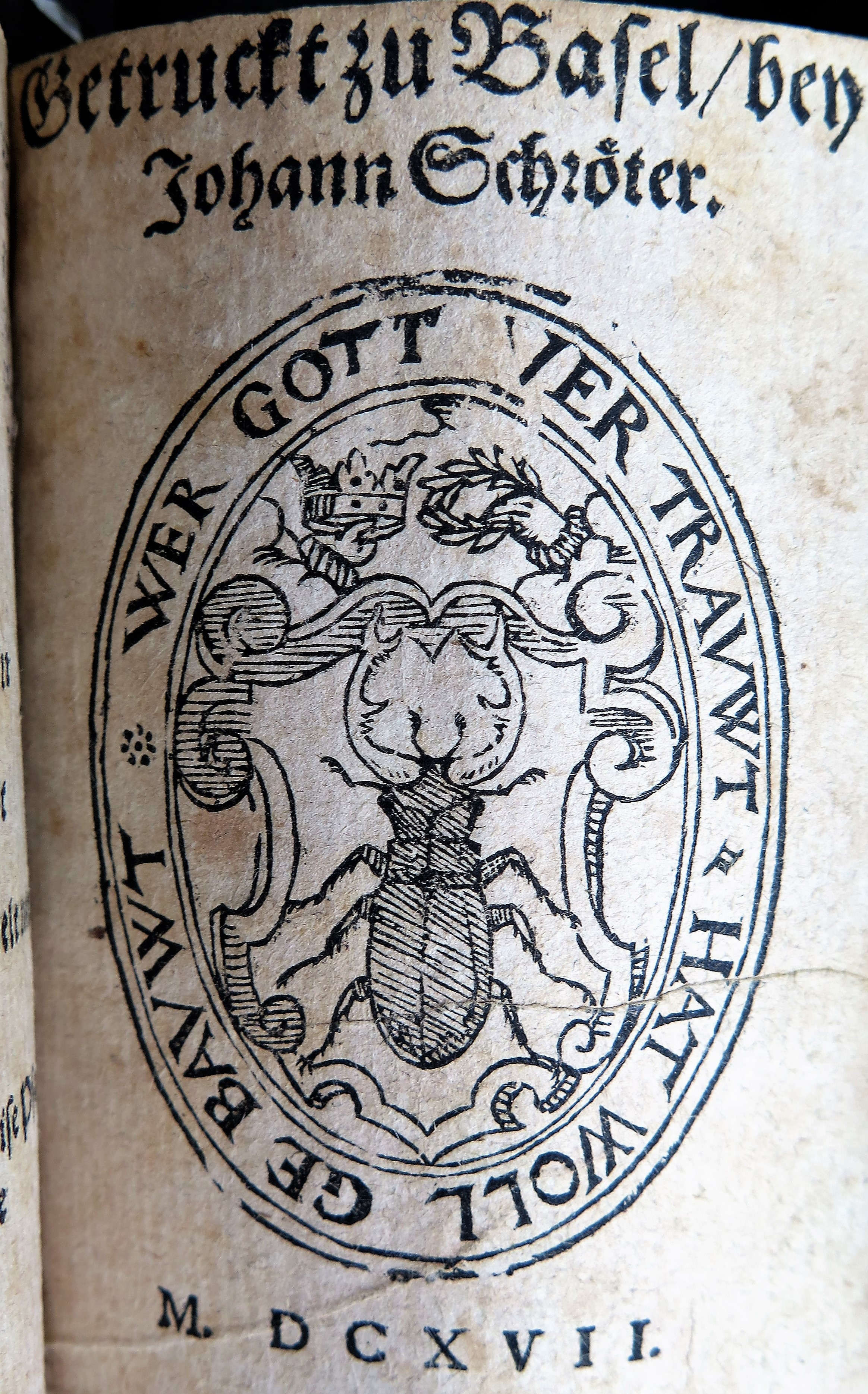
Druckerzeichen von Johannes Schröter (Universitätsbibliothek Basel)

Johann(es) Schröter (* vor 1570 in Schleusingen, Grafschaft Henneberg; † 8. September 1634 in Basel, Schweiz; auch Schroeter oder Schrötter) war ein deutscher Buchdrucker in Basel.

## Leben
Schröter wurde am 20. Oktober 1591 Bürger in Basel. Er übernahm dort die Werkstatt des Buchdruckers Samuel Apiarius († 1590), nachdem er am 1. November 1591 dessen Witwe Barbara Schottmann geheiratet hatte, und führte diese Werkstatt von 1592 bis zu seinem Tod im Jahr 1634. Das späteste bekannte Druckerzeugnis ist eine Einladung zu einer akademischen Feier vom 22. Juli 1634 mit seinem Impressum „Basileae typis Johannis Schroeteri“.
Schröter druckte vor allem unzählige Schriften von geringem Umfang wie Disputationen, Leichenpredigten und Liedflugschriften, darunter eine Reihe eidgenössischer Schlachtlieder. Bekannt ist er auch als Drucker von Schriften des Basler Theologen und Polyhistors  Johann Jacob Grasser (1579–1627). Außerdem arbeitete er viel für den Basler Buchhändler und Verleger Ludwig König (1572–1641).
1610 bis 1611 gab er unter Zensur des Stadtschreibers eine periodische Zeitung heraus, die Ordinari Wochenzeitung, scheint diese aber, wegen anstößiger Meldungen vom Rat gemaßregelt, im Jahr 1611 aufgegeben zu haben.
1618 richtete Schröter eine Filialdruckerei in Rorschach ein, welche er 1622/1623 nach Ravensburg verlegte und 1631 wieder aufgab. In diesem Zweigbetrieb bediente er auch katholische Aufträge.
In zweiter Ehe hatte sich Schröter 1623 in Basel mit Margarete Zäsinger verbunden, die wiederum nach seinem Tod schon 1635 den Drucker Georg Decker (1596–1661) heiratete, der am 21. Juli 1635 offiziell zum Universitätsbuchdrucker bestellt wurde.